# Okřínek
Okřínek (en allemand : Okrinek) est une commune du district de Nymburk, dans la région de Bohême-Centrale, en République tchèque. Sa population s'élevait à 198 habitants en 2020.

## Géographie
Okřínek se trouve à 5,5 km au nord-est de Poděbrady, à 11 km à l'est-sud-est de Nymburk et à 56 km au nord-est de Prague.
La commune est limitée par Kouty, Úmyslovice et Senice au nord, par Vrbice à l'est, par Vlkov pod Oškobrhem et Odřepsy au sud, et par Pátek à l'ouest.

## Histoire
La première mention écrite de la localité date de 1790.

## Administration
La commune se compose de deux quartiers :
- Okřínek
- Srbce

## Transports
Okřínek se trouve à 6,5 km de Poděbrady, à 19 km de Nymburk et à 63 km de Prague.